# Orson
Orson  — американская рок-группа из Голливуда, существовавшая с 2000 по 2007. В 2007 году стала лауреатом премии BRIT Awards в номинации: Лучшее международное достижение (Best International Breakthrough Act).

## Карьера
Первоначально группа называлась Halogen, хотя также она выступала под названием Dr. Lady. Дебютный альбом Bright Idea был записан группой самостоятельно в Лос-Анджелесе под руководством Ноа Шэйна, и был выпущен лейблом Mercury Records. Пластинка стала успешной в Великобритании, чему поспособствовал сингл «No Tomorrow».
Группа впервые выступила на британском радио в Шоу Дермота О’Лири на BBC Radio 2. После этого было участие в фестивале Virgin Mobile V в Стаффордшире и Климсфорде. В последнем, лидер группы заявил 'Хорошо быть дома!'. Таким образом группа объявила о своём переезде в Лондон из Лос-Анджелеса в 2006 году.
Лидер группы Джейсон Пэбворт указал в интервью, что на них повлияли Led Zeppelin, Flaming Lips, Бек и Бьорк.
В 2007 году группа завершила своё существование, а её участники занялись собственными проектами.

## Состав
- Джейсон Пэбворт — вокал;
- Джордж Астасио — гитара;
- Кевин Рентген — гитара, вокал;
- Джонни Лонли — бас;
- Крис Кано — барабаны.

## Дискография

### Студийные альбомы
| Год  | Информация об альбоме                                                                                     | Пиковая позиция | Пиковая позиция | Пиковая позиция | Пиковая позиция | Пиковая позиция | Пиковая позиция | Пиковая позиция | Сертификации                        |
| Год  | Информация об альбоме                                                                                     | US              | AUT             | FRA             | GER             | IRL             | SWI             | UK              | Сертификации                        |
| ---- | --- | --------------- | --------------- | --------------- | --------------- | --------------- | --------------- | --------------- | ----------------------------------- |
| 2006 | Bright Idea - Дата выпуска: 29 мая 2006 года - Лейбл: Mercury - Формат: CD, Цифровая дистрибуция          | —               | 51              | 29              | 48              | 32              | 38              | 1               | - Великобритания: Платиновый статус |
| 2007 | Culture Vultures - Дата выпуска: 22 октября 2007 года - Лейбл: Mercury - Формат: CD, цифровая дистрибуция | —               | —               | —               | —               | —               | —               | 25              |                                     |

### Синглы
- 1. «No Tomorrow» 27 февраля 2006 года #1 (UK), #1 (UK Download)
- 2. «Bright Idea» 15 мая 2006 года #11 (UK), #8 (UK Download)
- 3. «Happiness» 7 августа 2006 года #27 (UK), #68 (UK Download)
- 4. «Already Over» 13 ноября 2006 года #174 (UK), N/A (UK Download)
- 5. «Ain't No Party» 15 октября 2007 года #21 (UK), #18 (UK Download)